# Élections législatives libyennes de 1952
 (décembre 2021).
La mise en forme du texte ne suit pas les recommandations de Wikipédia : il faut le « wikifier ».
Les points d'amélioration suivants sont les cas les plus fréquents. Le détail des points à revoir est peut-être précisé sur la page de discussion.
- Les titres sont pré-formatés par le logiciel. Ils ne sont ni en capitales, ni en gras.
- Le texte ne doit pas être écrit en capitales (les noms de famille non plus), ni en gras, ni en italique, ni en « petit »…
- Le gras n'est utilisé que pour surligner le titre de l'article dans l'introduction, une seule fois.
- L'italique est rarement utilisé : mots en langue étrangère, titres d'œuvres, noms de bateaux, etc.
- Les citations ne sont pas en italique mais en corps de texte normal. Elles sont entourées par des guillemets français : « et ».
- Les listes à puces sont à éviter, des paragraphes rédigés étant largement préférés. Les tableaux sont à réserver à la présentation de données structurées (résultats, etc.).
- Les appels de note de bas de page (petits chiffres en exposant, introduits par l'outil «  Source ») sont à placer entre la fin de phrase et le point final[comme ça].
- Les liens internes (vers d'autres articles de Wikipédia) sont à choisir avec parcimonie. Créez des liens vers des articles approfondissant le sujet. Les termes génériques sans rapport avec le sujet sont à éviter, ainsi que les répétitions de liens vers un même terme.
- Les liens externes sont à placer uniquement dans une section « Liens externes », à la fin de l'article. Ces liens sont à choisir avec parcimonie suivant les règles définies. Si un lien sert de source à l'article, son insertion dans le texte est à faire par les notes de bas de page.
- La présentation des références doit suivre les conventions bibliographiques. Il est recommandé d'utiliser les modèles {{Ouvrage}}, {{Chapitre}}, {{Article}}, {{Lien web}} et/ou {{Bibliographie}}. Le mode d'édition visuel peut mettre en forme automatiquement les références.
- Insérer une infobox (cadre d'informations à droite) n'est pas obligatoire pour parachever la mise en page.

Pour une aide détaillée, merci de consulter Aide:Wikification.
Si vous pensez que ces points ont été résolus, vous pouvez retirer ce bandeau et améliorer la mise en forme d'un autre article.
Les élections législatives de 1952 ont été tenues en Libye pour élire la Chambre des Représentants le 19 février 1952, sauf dans trois circonscriptions en Tripolitaine, où les élections ont été reportées au mois de mars après que des émeutiers ont détruit le registre électoral le jour du scrutin, Ce sont les premières élections de l'histoire du pays.

## Système électoral
Le vote était limité aux hommes sains d'esprit et solvables de plus de 21 ans et ne permettait pas le vote secret, sauf dans les zones urbaines. Ils ont élu 55 députés à la Chambre basse du Parlement dans des circonscriptions uninominales. Les circonscriptions étaient divisées en zones urbaines et rurales ; dans les zones urbaines, les électeurs recevaient un bulletin de vote, qu'ils ont déposé dans l'urne colorée de leur candidat, tandis que dans les zones rurales, on demandait aux électeurs qui ils soutenaient et leur réponse enregistrée par l'agent d'inscription, avec un comité d'observateurs Le comité comprenait un directeur du scrutin, un juge et une personne notable de la circonscription.
Les Nations unies ont rejeté une proposition visant à surveiller les élections.

## Campagne et jour des élections
Au total, 141 candidats se sont présentés à l'élection, dont la plupart se sont présentés comme indépendants. Il y avait deux groupes opposés ; l'un favorable au Premier ministre Mahmoud al-Muntasir et l'autre dirigé par le Parti du Congrès dirigé par Beshir Bey Sadawi. Le Parti du Congrès s'est largement concentré sur l'opposition à l'influence étrangère en Libye, bien qu'il ait reçu un soutien financier de l'Égypte. Il a également affirmé que voter pour des candidats progouvernementaux conduirait les électeurs à s'excommunier efficacement de la foi islamique. Le Premier ministre a appelé les électeurs à élire le candidat le plus susceptible d'aider à mettre en œuvre le programme en 19 points du gouvernement.
Le jour du scrutin, une personne a été tuée et un policier britannique a été blessé à la suite d'échanges de tirs entre une foule de personnes et la police de Misrata, et plusieurs personnes ont également été hospitalisées après que la police a utilisé des gaz lacrymogènes. La violence a éclaté après que la foule a été informée que leurs demandes d'un candidat du Parti du Congrès à être présent dans l'isoloir étaient illégales. Des manifestations similaires ont eu lieu en Tripolitaine.

## Résultats et conséquences
Comme prévu, le Parti du Congrès a remporté la victoire à Tripoli, mais les candidats progouvernementaux ont remporté tous les autres sièges. Le Parti du Congrès a remporté un total de huit sièges, tandis que la majorité des sièges étaient occupés par des indépendants progouvernementaux. Après le scrutin, des émeutes ont éclaté, entraînant l'interdiction de tous les partis politiques. Sadawi a été déporté en Égypte, avec son frère, son neveu et d'autres partisans, tandis que le secrétaire du Parti du Congrès a été déporté vers sa Tunisie natale.